# Prodo
Prodo is een plaats (frazione) in de Italiaanse gemeente Orvieto.